# Комлева (Армізонський район)
Ко́млева (рос. Комлева) — присілок у складі Армізонського району Тюменської області, Росія.
Стара назва — Суха.
Населення — 37 осіб (2010, 61 у 2002).
Національний склад станом на 2002 рік:
- росіяни — 79 %